# Spreewaldbahn
Spreewaldbahn (dolnołuż. Błótowska železnica) – rozebrana sieć kolei wąskotorowych (1000 mm) w Niemczech, na terenie Brandenburgii (Dolne Łużyce), obsługująca w przeszłości tereny Spreewaldu (dolnołuż. Błóta), w tym łącząca miasta Chociebuż, Lubin (niem. Lübben) i Bórkowy (niem. Burg).

## Historia

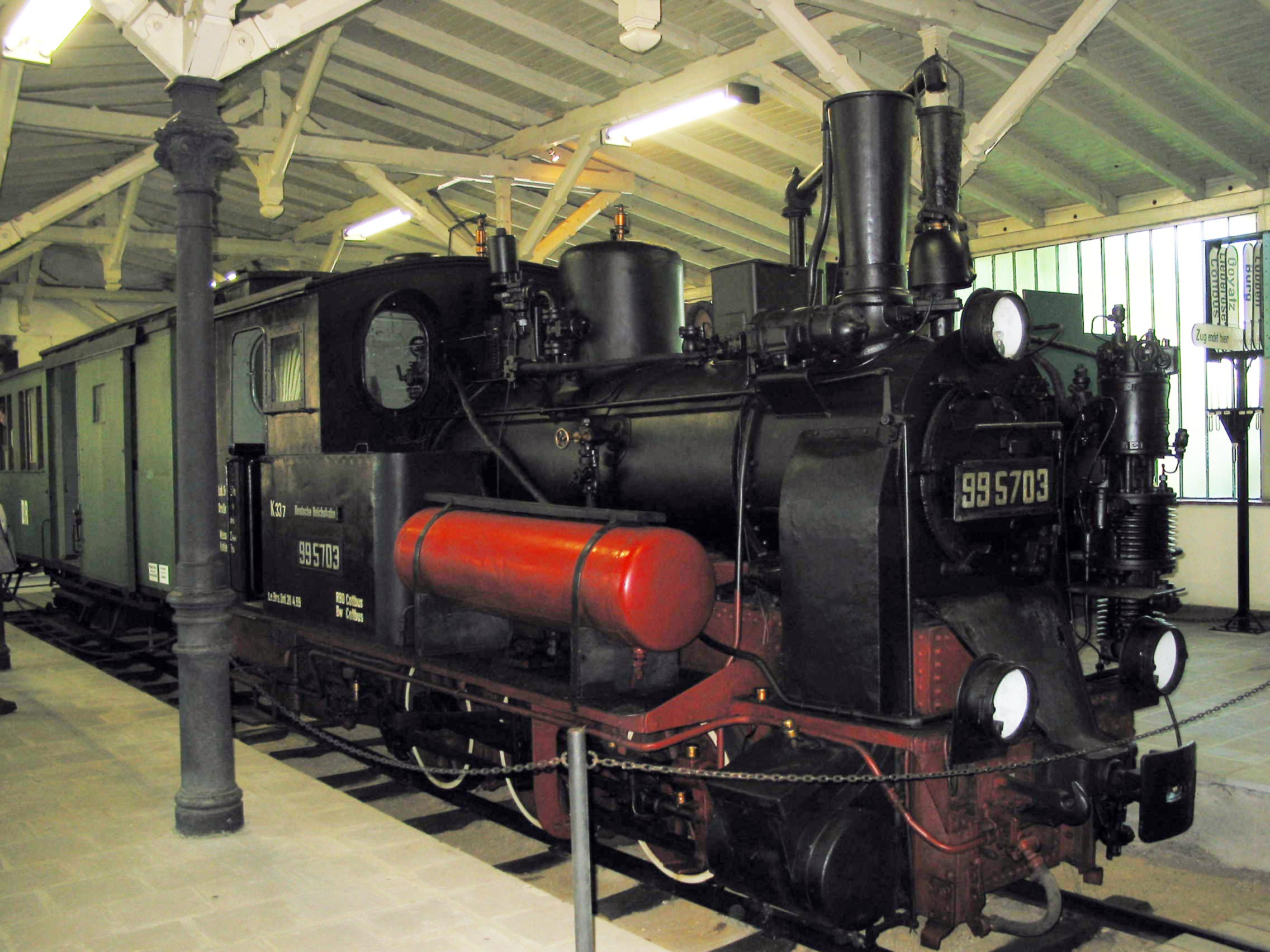
Parowóz 99 5703 w Muzeum Pałacowym w Lubinie

21 grudnia 1896 zostało założone towarzystwo Lübben-Cottbuser Kreisbahnen. 26 czerwca 1897 udzielono mu koncesji na budowę i eksploatację wąskotorowej kolei w Spreewaldzie. 29 maja 1898 uruchomiono połączenia Lübben Ost – Burg, Byhlen – Lieberose oraz Straupitz – Goyatz, natomiast 23 października 1898 połączenie z Lübben Ost do Lübben. 21 maja 1899 powstała linia Burg – Cottbus West, a 7 grudnia tego samego roku krótki odcinek łącznikowy z Cottbus West do Cottbus Anschluß. 18 sierpnia 1923 została założona spółka akcyjna Spreewaldbahn AG Lübben. 1 października 1930 zaprzestano transportowania koleją przesyłek pocztowych. 5 sierpnia 1946 nastąpiło wywłaszczenie akcjonariuszy (kolej została upaństwowiona 1 kwietnia 1949 i weszła w skład Deutsche Reichsbahn). 28 września 1958 zamknięto odcinek Lieberose Anschluß – Lieberose Stadt, a 18 października 1964 linię Bhylen – Lieberose Stadt. 26 maja 1967 zakończono eksploatację linii Lübben Hbf – Lübben Ost, natomiast 24 września 1967 wstrzymano ruch pasażerski na odcinku Lübben Ost – Straupitz. Ostatni odcinek (Cottbus – Goyatz) został zamknięty 3 stycznia 1970.
W 2008 powstało w Straupitz stowarzyszenie miłośników kolei spreewaldzkiej IG Spreewaldbahn EV, które zajmuje się propagowaniem wiedzy o historii tych tras oraz remontem taboru, a także przejazdami na odbudowanym odcinku w ramach stacji Straupitz. Na dawnej stacji w Burg od 1995 funkcjonuje restauracja i skansen taboru (wagony i drezyny). Pamiątki kolejowe są eksponowane w Muzeum Pałacowym w Lubinie.

## Przebieg linii

### Kilometraż linii Lübben Anschluß – Cottbus Anschluß (Cottbus Spreewaldbahnhof)
- Lübben Anschluß: 0,0 km  Lübben (Spreewald)
- Lübben Ost: 4,8 km,
- Radensdorf: 10,0 km,
- Burglehne: 11,5 km,
- Wusswergk: 13,9 km,
- Neu-Zauche: 17,2 km,
- Straupitz: 20,4 km, → Goyatz (13,9 km)
- Byhlen: 24,8 km, → Lieberose Anschluß / Spreewaldbahnhof (19,1 km)
- Rosenhof: 26,7 km,
- Byhleguhre: 18,1 km,
- Schmogrow: 30,6 km,
- Burg Bismarckturm: 32,1 km,
- Burg: 33,9 km (obecnie skansen kolejowy),
- Werben: 37,4 km,
- Ruben-Guhrow: 40,7 km,
- Briesen: 42,3 km,
- Sielow: 46,3 km,
- Cottbus West: 49,9 km,
- Cottbus Anschluß (Cottbus Spreewaldbahnhof): 51,7 km  Cottbus Hbf[2].

### Kilometraż linii Straupitz – Goyatz
- Straupitz: 0,0 km,
- Laasow: 3,3 km,
- Waldow: 5,5 km,
- Sikadel: 9,9 km
- Goyatz: 13,9 km[2].

### Kilometraż linii Byhlen – Lieberose Anschluß (Lieberose Spreewaldbahnhof)
- Beylen: 0,0 km,
- Liebitz-Burghof: 7,7 km,
- Lieberose Stadt: 13,4 km,
- Blasdorf: 16,2 km,
- Jamlitz: 17,6 km,
- Lieberose Anschluß: 19,1 km  Lieberose (obecnie Jamlitz)[2].

## Galeria

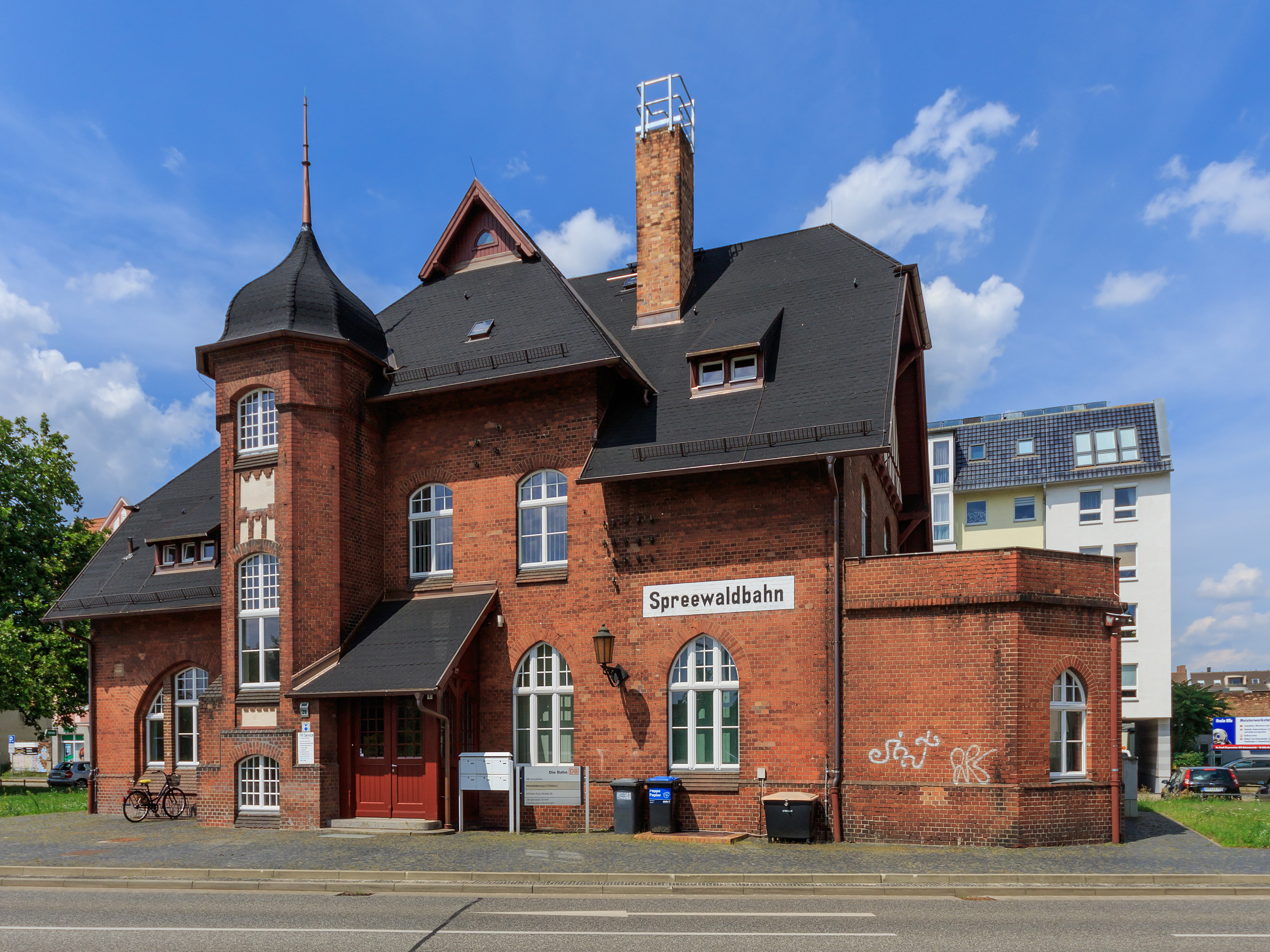
Dworzec Cottbus Spreewaldbahnhof
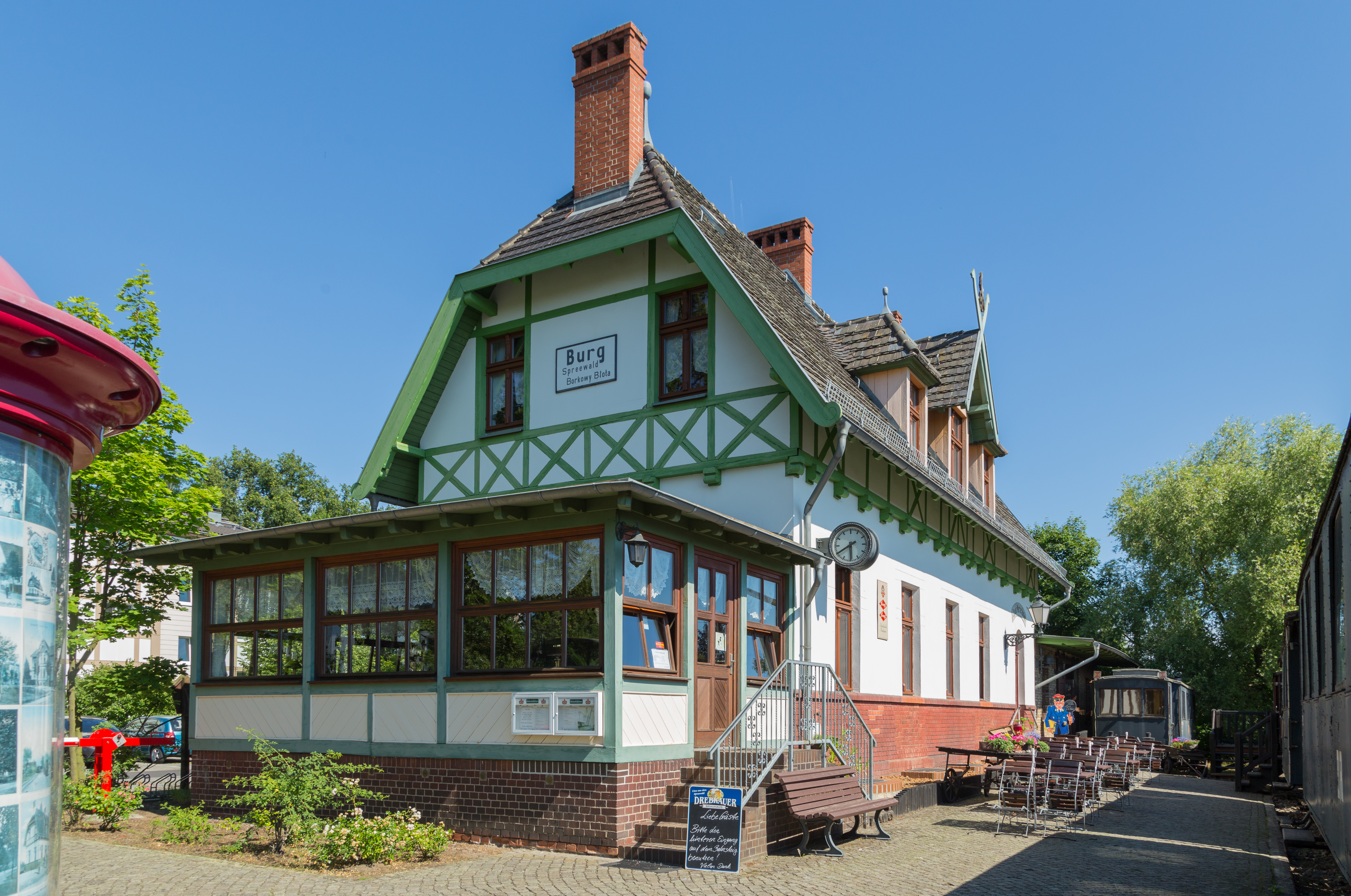
Dworzec w Burg z wystawą taboru
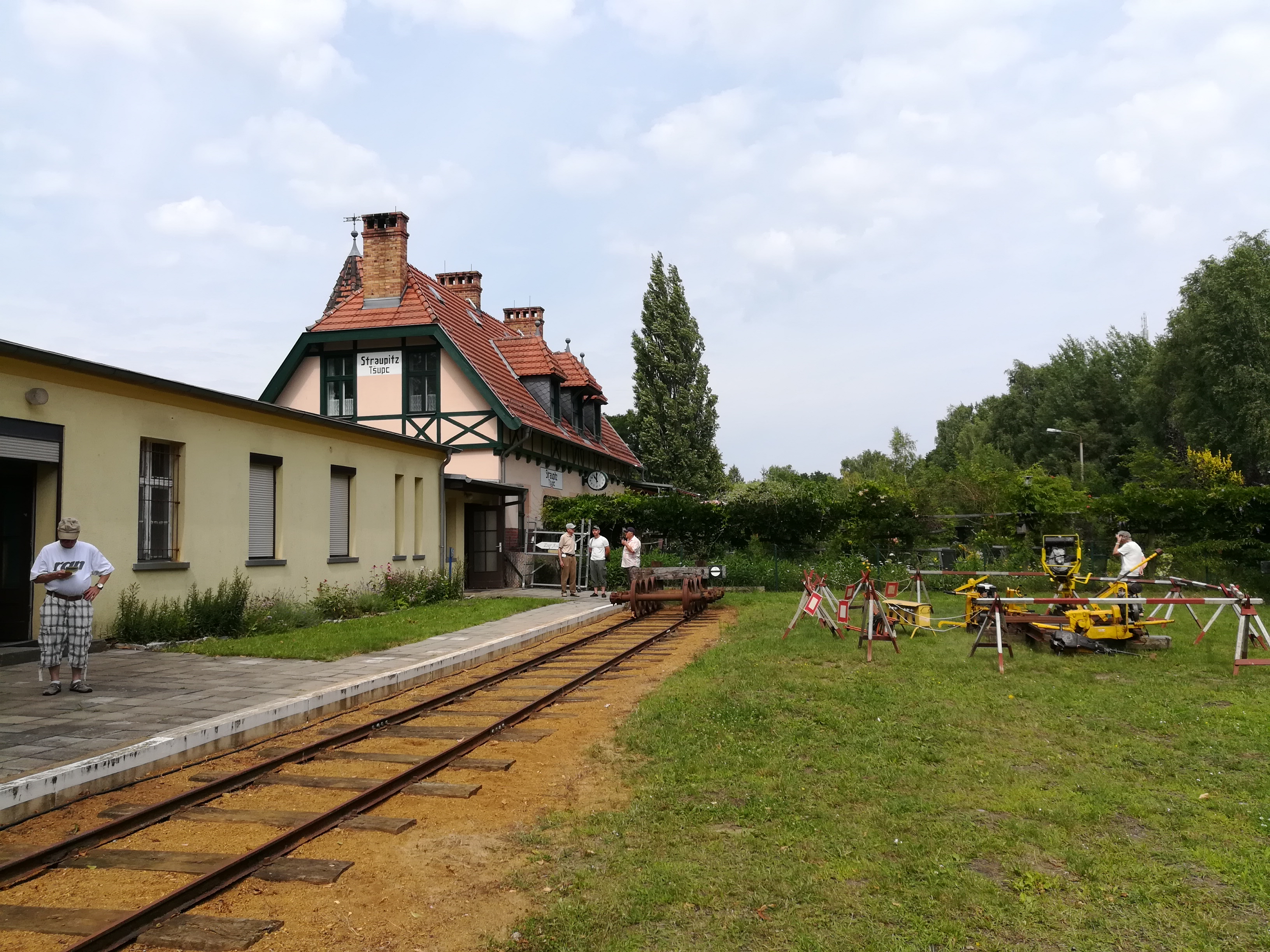
Straupitz (odbudowany tor i drezyny)
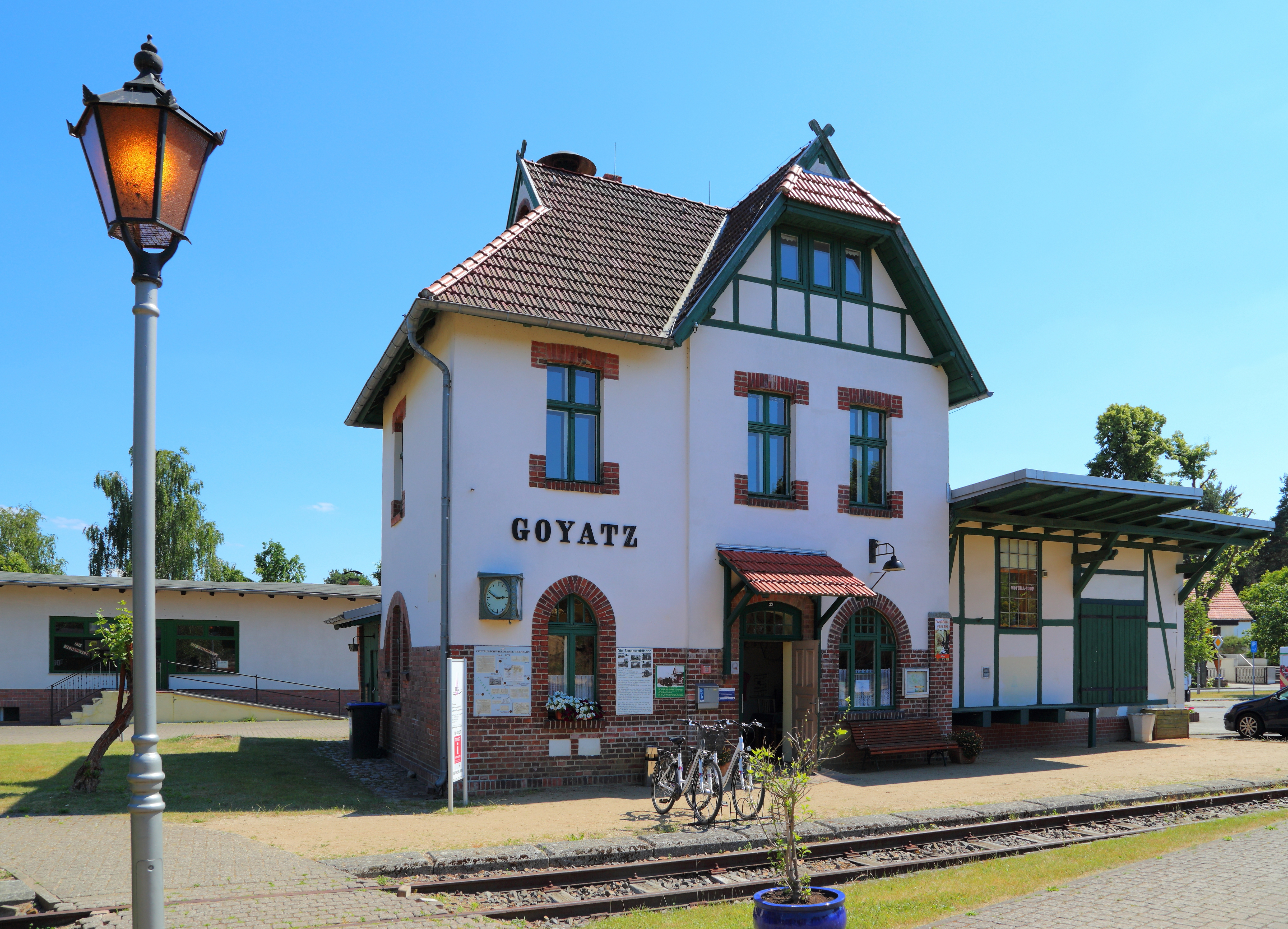
Dworzec w Goyatz